# O skřítku Racochejlovi
O skřítku Racochejlovi je český večerníček, který režíroval Jiří Miška. Hlas hrdinům z této dětské pohádky propůjčila Jiřina Bohdalová. Malířem knižní i televizní podoby je Zdeněk Smetana. V ději jde vlastně o trampoty titulního hrdiny, avšak díly na sebe nijak nenavazují. Skřítek Racochejl bydlí v kloboukové chaloupce.
První třináctidílná řada byla odvysílána na přelomu let 1997 a 1998, druhá série, rovněž s 13 epizodami, se na obrazovkách objevila roku 2000. 
Třetí řada byla natáčena v letech 2012 (9 epizod) a 2015 (4 epizody). Zajímavé je, že o této třetí řadě nejsou informace v žádné oficiální databázi, ale jednotlivé díly se dají snadno stáhnout z internetu.
V knižní podobě vydalo příběhy pod názvem Skřítek Racochejl nakladatelství Via Lucis v roce 1998.

## Postavy

### Hlavní postavy
- Racochejl
- Polníček

### Další postavy
- Hraboš
- Rejsek
- Voděnka
- Strašidlo Famfule
- Bláteníci

## Seznam dílů
1. Jak přišel na svět
2. Jak zaplácl hřiba
3. Jak udělal rusalce starost i radost
4. Jak nechytil růžovou panenku
5. Jak málem nepoznal šípkovou vílu
6. Jak vařil nejšťavnatější tmu
7. Jak se potkal s větrnou panenkou
8. Jak se učil létat
9. Jak čaroval
10. Jak málem přišel o postel
11. Jak sháněl střevíce do tance
12. Jak kurýroval basu
13. Jak otevíral jaro
14. Jak si přál jedno přání
15. Jak našel mýdlo
16. Jak barvil duhu
17. Jak jezdil na kafemlejnku
18. Jak zalévali makovici
19. Jak ho zlobil zub
20. Jak nařizoval hodiny
21. Jak si chtěl dělat legraci
22. Jak si pekl placku
23. Jak přišel ke kloboučku s mašlí
24. Jak letěl na výlet
25. Jak dělali klouzačku
26. Jak slavil Vánoce
27. Jak dal Famfulemu dárek        (2012)
28. Jak třásl modrým zvonečkem
29. Jak chtěl strašit
30. Jak zaháněl déšť
31. Jak potkal kouzelníka
32. Jak narovnával komín
33. Jak vystrašil žabáka
34. Jak zaspal Štědrý den
35. Jak kurýroval plameňáka
36. Jak zkrotil parní stroj            (2015)
37. Jak chytal ryby
38. Jak vylepšoval chaloupku
39. Jak ždímal dešťový mrak